# Illimity
illimity Bank S.p.A., in forma breve illimity S.p.A., è un gruppo bancario italiano, con sede nella città di Milano, che offre servizi finanziari a clienti dell'Eurozona. È quotata nel segmento STAR di Borsa Italiana.

## Storia
Il 18 gennaio 2018 l'ex ministro Corrado Passera insieme ad Andrea Clamer fondò "Spaxs", una società SPAC attiva nel settore finanziario e quotata sull’AIM Italia, il mercato dedicato alle piccole e medie imprese. Durante il collocamento avvenuto a febbraio 2018 Spaxs ha raccolto 600 milioni di euro (il 36% in mano a investitori italiani, il 64% a investitori esteri), risultato che è valso il riconoscimento di "Miglior SPAC 2018" da Global Capital ECM.
Nel settembre 2018, Spaxs ha rilevato per 55,6 milioni di euro il 99,2% di Banca Interprovinciale, una piccola banca modenese (60 milioni di patrimonio) fondata nel 2009 e partecipata da un centinaio di imprenditori locali.
In seguito Banca Interprovinciale è stata fusa con Spaxs, così da creare illimity (con il nome annunciato ad agosto 2018), una banca digitale fortemente innovativa dedicata alle piccole e medie imprese con potenziale, ma in difficoltà o comunque non ancora in grado di finanziare adeguatamente il loro sviluppo.
Il 5 marzo 2019 illimity si è spostata dal mercato AIM all'MTA, il listino principale della Borsa Italiana dove è presente nell'indice FTSE Italia Mid Cap. Da settembre 2020 le azioni ordinarie di illimity sono ammesse nel segmento STAR.
A gennaio 2020 illimity ha acquisito il 70% di IT Auction, società specializzata nella gestione e commercializzazione di beni immobili e strumentali, e costituito Neprix, la piattaforma del Gruppo per la gestione dei crediti difficili.
Il 22 settembre dello stesso anno illimity ha anche stretto un accordo di joint venture nella fintech Hype con Fabrick, società del gruppo Sella, che sino ad allora ne era l'unico azionista, per lo sviluppo dell’open banking.
Ad aprile 2022 è stata costituita Abilio, società del Gruppo illimity specializzata nella vendita di beni immobili e strumentali provenienti da procedure concorsuali ed esecutive, società di leasing e vendite volontarie.
illimity ha inoltre acquisito nel 2023 AREC, società specializzata nella gestione di crediti e di immobili, che è stata incorporata in neprix dando vita a ARECneprix.
Banca Ifis attraverso un offerta pubblica di acquisto e scambio ha raggiunto su illimity Bank il 92,5% del capitale aquistando l'istituto bancario.

## Attività
illimity opera nei seguenti segmenti del credito:
- Fornitura di credito a PMI ad alto potenziale.[29]
- Gestione di crediti corporate deteriorati, sia acquistati dalla stessa società sia per conto di terze parti, attraverso la piattaforma ARECneprix.[20][25]
- Gestione di Fondi d’Investimento Alternativi, tramite illimity SGR (Società di Gestione e Risparmio).[30][31]
- Servizi di banca digitale diretta,[32] per mezzo di illimitybank.com.[33]
- Servizi finanziari e credito a breve e medio-lungo termine per le piccole e medie imprese tramite il business store digitale b-ilty.[34]
- Intermediazione nell’acquisto e vendita di beni immobili e strumentali, tramite Abilio e la relativa piattaforma Quimmo.[23][35]